# Georges Staquet
Pour les articles homonymes, voir Staquet.
Georges Staquet, de son vrai nom Jules Lehingue, est un acteur français, né le 15 septembre 1932 à Bruille-lez-Marchiennes (Nord) et mort le 3 janvier 2011 dans le 20e arrondissement de Paris.

## Biographie
Fils et petit-fils de mineur, il travaille à la mine dès l'âge de huit ans, pendant les vacances, et c'est à quatorze ans, l'âge légal, qu'il descend au fond de la mine, à la fosse Lemay de Pecquencourt, pour la première fois, il en remonte traumatisé : « J'ai pleuré pendant trois jours : la peur du noir et du fond… Il y a quand même cinq à six cents mètres à descendre et on a le temps, dans l'ascenseur, de les voir passer. »
En même temps qu'il travaille à la mine, il fait du théâtre en amateur dans une troupe qui donne des représentations le dimanche dans les villages du Nord. Il travaille à la mine jusqu'à son service militaire à la fin duquel il décide de vivre à Paris pour se lancer dans la chanson où il connaît une certaine réussite, mais l'armée le rappelle car il doit partir en Algérie. À son retour, il doit tout recommencer et, pour vivre, devient chauffeur de chaudières dans les bâtiments de l'Assistance publique, puis chauffeur de camion.

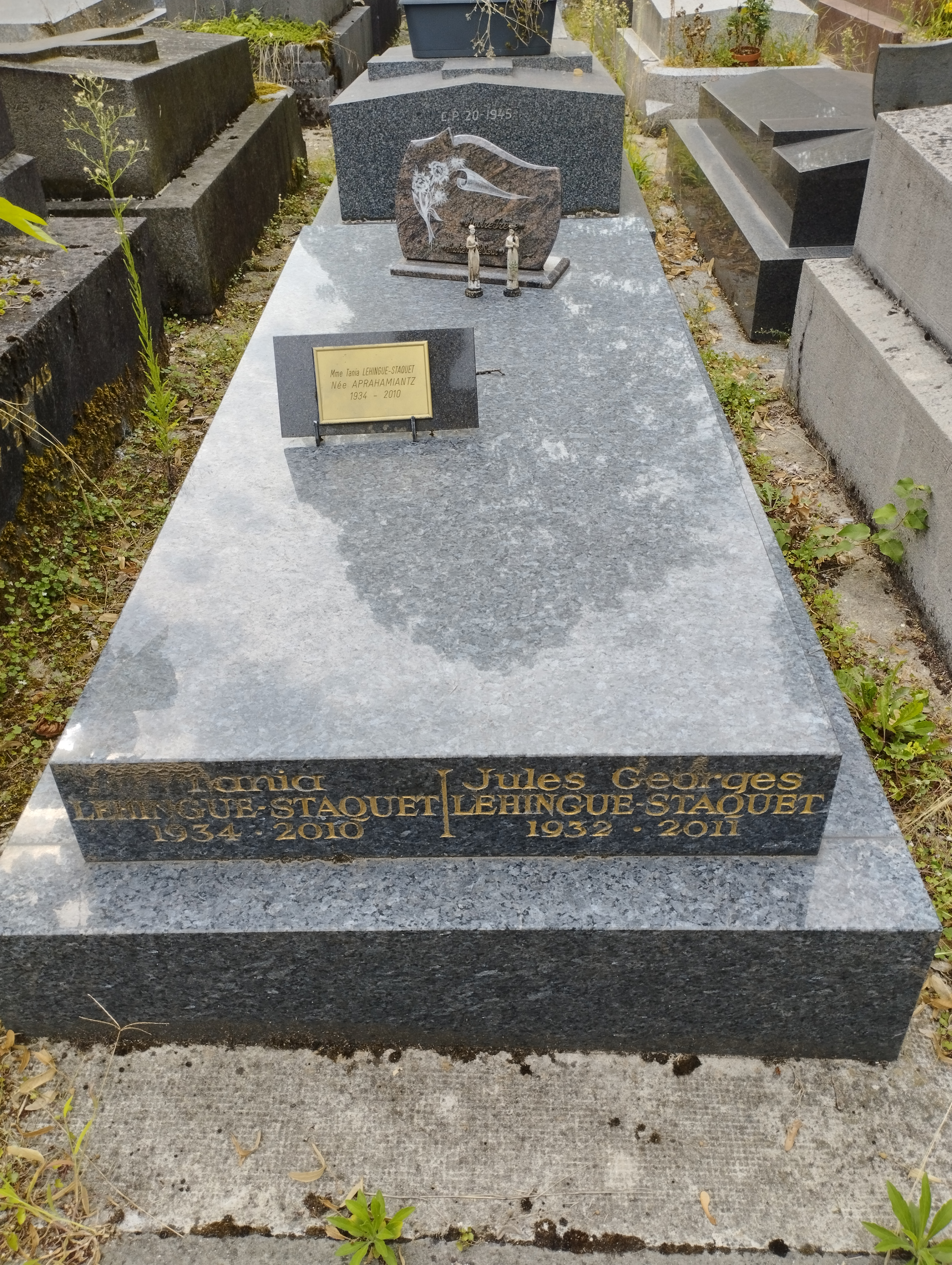
Tombe de Georges Staquet au cimetière de la Villette (6e division).

C'est en 1963 que sa carrière de comédien commence quand Antoine Bourseiller lui confie un rôle dans Les Parachutistes de Jean Cau. Il joue ensuite pour d'autres grands metteurs en scène de sa génération tels qu'Antoine Vitez, Roger Planchon et Armand Gatti.
Il entame en parallèle avec sa carrière de comédien de théâtre une carrière cinématographique et télévisuelle avec quelques productions qui font date, notamment dans Belphégor ou le Fantôme du Louvre et la série télévisée des Rois maudits où il côtoie une distribution composée d'acteurs issus de la Comédie-Française, dont Jean Piat, Louis Seigner et Henri Virlogeux.
Marié, il est inhumé à Paris, au cimetière de la Villette (6e division).

## Filmographie

### Cinéma

#### Longs métrages
- 1962 : Le Jour et l'Heure de René Clément
- 1964 : Bande à part de Jean-Luc Godard
- 1964 : Marie Soleil d'Antoine Bourseiller
- 1965 : Pierrot le fou de Jean-Luc Godard
- 1965 : Paris brûle-t-il ? de René Clément
- 1965 : Belphégor ou le Fantôme du Louvre de Claude Barma
- 1967 : Week-end de Jean-Luc Godard
- 1968 : Le Temps de vivre de Bernard Paul
- 1970 : Le Mur de l'Atlantique de Marcel Camus
- 1971 : Le Tueur de Denys de La Patellière
- 1972 : L'Œuf (Félicien Marceau), téléfilm de Jean Herman : Eugène
- 1972 : L'Attentat d'Yves Boisset
- 1972 : Sex-shop de Claude Berri
- 1972 : Sans sommation de Bruno Gantillon
- 1972 : R.A.S. d'Yves Boisset
- 1973 : La bonne année de Claude Lelouch
- 1973 : France société anonyme d'Alain Corneau
- 1973 : Salut l'artiste d'Yves Robert
- 1974 : Un jour, la fête de Pierre Sisser
- 1976 : Si c'était à refaire de Claude Lelouch
- 1977 : La Zizanie de Claude Zidi
- 1978 : Au bout du bout du banc de Peter Kassovitz
- 1979 : Ogro (Operación Ogro) de Gillo Pontecorvo
- 1979 : La Guerre des polices de Robin Davis
- 1979 : I... comme Icare d'Henri Verneuil
- 1979 : La Femme flic d'Yves Boisset
- 1981 : Le Maître d'école de Claude Berri
- 1983 : Je vous salue Marie de Jean-Luc Godard
- 1985 : Rouge Baiser de Véra Belmont
- 1988 : Un été d'orages de Charlotte Brandström
- 1988 : La Vie et rien d'autre de Bertrand Tavernier
- 1991 : Aujourd'hui peut-être... de Jean-Louis Bertuccelli : Alain
- 1991 : IP5 : L'île aux pachydermes de Jean-Jacques Beineix
- 1992 : Germinal de Claude Berri
- 1998 : La Taule de Alain Robak
- 2002 : Quelqu'un de bien de Patrick Timsit

#### Courts métrages
- 1980 : Karim Ben Abdallah de François Ode
- 1995 : Le Poids du ciel de Laurent Herbiet
- 2005 : Mort à l'écran d'Alexis Ferrebeuf

### Télévision
- 1961 : En votre âme et conscience, épisode : L'Affaire Courtois de  Jean-Pierre Marchand
- 1961 : Les Cinq Dernières Minutes, épisode Sur la piste... de Claude Loursais
- 1963 : Le Chevalier de Maison Rouge de Claude Barma
- 1963 : Le Théâtre de la jeunesse : Jean Valjean d'après Les Misérables de Victor Hugo, réalisation Alain Boudet
- 1963 : Une Affaire de famille (Les Cinq Dernières Minutes no 29), de Jean-Pierre Marchand
- 1965 : Les Cinq Dernières Minutes : Napoléon est mort à Saint-Mandé de Claude Loursais
- 1965 : Des fleurs pour l'inspecteur (Les Cinq Dernières Minutes, épisode no 36, TV) de Claude Loursais (TV)
- 1965 : Belphégor ou le Fantôme du Louvre, feuilleton télévisé de Claude Barma
- 1966 : Rouletabille, feuilleton télévisé, épisode Rouletabille chez le Tsar de Jean-Charles Lagneau
- 1971 : Les Nouvelles Aventures de Vidocq, épisode Les Crimes de Vidocq de Marcel Bluwal
- 1972 : Les Rois maudits, série télévisée de Claude Barma
- 1974 : Valérie, de François Dupont-Midy
- 1975 : Messieurs les jurés "L'Affaire Andouillé" de Michel Genoux : Julien Andouillé
- 1975 : Les Grands Détectives de Jean Herman, épisode : Monsieur Lecoq : Gevrol
- 1977 : Brigade des mineurs "Tête de rivière" de Guy Lessertisseur : Gaston Glomel
- 1977 : Cinq à sec de Michel Fermaud
- 1978 : Le Dernier Train de Jacques Krier
- 1980 : Au théâtre ce soir : La Queue du diable d'Yves Jamiaque, mise en scène Michel Roux, réalisation Pierre Sabbagh, Théâtre Marigny
- 1982 : L'Adieu aux as de Jean-Pierre Decourt
- 1982 : La Rescousse de Jacques Krier
- 1982 : Les Cinq Dernières Minutes de Claude Loursais, épisode : Les pièges
- 1988 : Les Cinq Dernières Minutes (Eh bien, chantez maintenant) d'Alain Franck
- 1988 : La louve, de José Giovanni : Pollet
- 1994 : Maigret : Maigret et l'Écluse numéro 1 d'Olivier Schatzky : Gassin

## Théâtre
- 1963 : Les Parachutistes de Jean Cau, mise en scène Antoine Bourseiller, Studio des Champs-Élysées
- 1963 : Foudroyé d'Antoine Bourseiller, mise en scène de l'auteur, Théâtre des Champs-Élysées
- 1964 : Troïlus et Cressida de William Shakespeare, mise en scène Roger Planchon, Théâtre de l'Odéon
- 1964 : La Remise de Roger Planchon, mise en scène de l'auteur, Théâtre de l'Odéon
- 1965 : Victimes du devoir d'Eugène Ionesco, mise en scène Antoine Bourseiller, Poche Montparnasse
- 1966 : Chant public devant deux chaises électriques d'Armand Gatti, mise en scène de l'auteur, TNP Théâtre de Chaillot
- 1967 : Silence, l'arbre remue encore de François Billetdoux, mise en scène Antoine Bourseiller, Festival d'Avignon
- 1967 : La Baye de Philippe Adrien, mise en scène Antoine Bourseiller, Festival d'Avignon
- 1968 : La Baye de Philippe Adrien, mise en scène Antoine Bourseiller, Théâtre de Chaillot
- 1969 : La Résistible Ascension d'Arturo Ui de Bertolt Brecht, mise en scène Georges Wilson, TNP Théâtre de Chaillot
- 1970 : Richard II de William Shakespeare, mise en scène Patrice Chéreau, Théâtre du Gymnase, Théâtre national de l'Odéon
- 1971 : Toi et tes nuages d'Éric Westphal, mise en scène Roland Monod, Théâtre de l’Athénée
- 1971 : Hommes de John Herbert, mise en scène René Dupuy, Théâtre de l'Athénée
- 1972 : L'Ami des nègres de George Tabori, mise en scène Robert W. Goldsby, Théâtre du Gymnase
- 1973 : L'Ami des nègres de George Tabori, mise en scène Robert W. Goldsby, Théâtre Récamier
- 1973 : Le Premier d'Israël Horovitz, mise en scène Michel Fagadau, Théâtre de Poche Montparnasse
- 1974 : L'Ami des nègres de George Tabori, mise en scène Robert W. Goldsby, Théâtre du Midi
- 1974 : Le Métro fantôme de LeRoi Jones, mise en scène Antoine Bourseiller, Théâtre du Midi
- 1974 : Le Péril bleu ou méfiez-vous des autobus de et mise en scène Victor Lanoux, Théâtre des Mathurins
- 1975 : Antigone de Jean Anouilh, mise en scène Nicole Anouilh, Théâtre des Mathurins
- 1978 : Le Premier d'Israël Horovitz, mise en scène Michel Fagadau, Théâtre de Poche Montparnasse
- 1980 : Le Premier d'Israël Horovitz, mise en scène Michel Fagadau, Théâtre de Boulogne-Billancourt
- 1981 : En revoir de Charles Tordjman, mise en scène Jeanne Champagne, Théâtre du Saulcy Metz
- 1982 : En revoir de Charles Tordjman, mise en scène Jeanne Champagne, Théâtre de l'Athénée-Louis-Jouvet
- 1986 : Les Crachats de la lune de Gildas Bourdet, mise en scène de l'auteur, Théâtre de La Salamandre,  Théâtre de la Ville